# Agustín Sánchez
Agustín Sánchez Quesada (Santa Cruz de Tenerife, 30 agosto 1931 – Santa Cruz de Tenerife, 28 novembre 2015) è stato un calciatore spagnolo.

## Carriera
In attività giocava come attaccante. Con il Real Oviedo vinse un campionato di Segunda División, mentre con l'Atlético Madrid vinse una Coppa del Generalissimo.

## Palmarès

### Calciatore

#### Competizioni nazionali
- Coppa di Spagna: 1

Atlético Madrid: 1959-1960
- Segunda División (Spagna): 1

Oviedo: 1951-1952